# Babina subaspera
Babina subaspera är en groddjursart som först beskrevs av Barbour 1908.  Babina subaspera ingår i släktet Babina och familjen egentliga grodor. IUCN kategoriserar arten globalt som starkt hotad. Inga underarter finns listade.